# Clark County, Arkansas
Clark County är ett administrativt område i delstaten Arkansas, USA. År 2010 hade countyt 22 995 invånare. Den administrativa huvudorten (county seat) är Arkadelphia.  

## Geografi
Enligt United States Census Bureau har countyt en total area på 2 287 km². 2 243 km² av den arean är land och 44 km² är vatten.

### Angränsande countyn
- Hot Spring County  - nordöst
- Dallas County  - öst
- Ouachita County  - sydöst
- Nevada County  - sydväst
- Pike County  - väst
- Montgomery County  - nordväst